# Manolo Semaforo
 (janvier 2015).
Manuel Semaforo, dit Manolo, né le 12 novembre 1977, est un artiste alternatif et dissident politique monténégrin.

## Enfance
Manuel Semaforo naît dans le village de Muo, dans la partie la plus orientale des bouches de Kotor. Élevé dans une famille traditionaliste et fortement patriotique, ces premières années ont laissé une forte impression dans le caractère de Manuel Semaforo et commencé de forger ses convictions morales et politiques.
Manuel Semaforo grandit en effet, dès les années 1980 et bien avant l'engouement pour ce que l'on appellera alors la « yougo-nostalgie », dans un univers familial empreint du culte inconditionnel de la république fédérative socialiste de Yougoslavie de Tito. Le soir à table, dans la petite salle à manger tapissée de portraits de son effigie éteinte, Manolo assiste aux accès de colères de son père. « Un soir, alors qu'un discours de Milošević prononcé la veille sur l'anniversaire de la bataille de Kosovo Polje passait à la radio de la salle à manger, il a eu un accès de colère comme jamais. Hors de lui, je me souviens l'avoir vu descendre en trombe l'escalier et, descendu sur l'étroit chemin longeant le bord du lac, y jeter à l'eau un groupe de jeunes qui y passait à ce moment précis. »[réf. nécessaire]

## Influences musicales
Parallèlement à ses convictions politiques, Manuel Semaforo développe sa sensibilité pour la musique et ses penchants les plus alternatifs. Il affichera ainsi très tôt son attachement pour le courant grunge, reprenant quelques grands succès de Kurt Cobain. Il s'en détachera néanmoins à la fin des années 1990, lui préférant d'autres formes de rock alternatif . S'il s'aventurera par la suite parfois en dehors de son style musical originel, ces détours resteront ponctuels et peu suivis.

## Engagement politique
Convaincu de la pertinence d'un grand État yougoslave, Manolo Semaforo vit, au début des années 1990, les sécessions slovène, puis croate, comme un crève-cœur[réf. nécessaire].
Aussi se décide-t-il, à quinze ans, quand éclate la guerre en Bosnie, à lâcher les instruments et quitter son Monténégro natal.
Gagnant les positions serbes de Bosnie, il devient membre, toujours à jour de cotisation, des tigres d'Arkan, sous la férule de Željko Ražnatović. Des années plus tard, les souvenirs de sa vie de milicien auront déteint sur son œuvre musicale, l'épurant de ses premières dérives droit-de-l'hommistes et universalistes.
Peu en vue lors de ses mois de clandestinité, des enregistrements amateurs le montrent lors du siège de Sarajevo, profitant de la position serbe en surplomb, en train de jeter des cailloux sur la ville assiégée.
Pour égayer les troupes, Ratko Mladic le somme de gratter à nouveau sa guitare . Incapable de pourvoir à la forte demande de chants nationalistes, Manolo Semaforo esquisse le projet d'offrir une teinte rock à la république serbe de Bosnie et se heurte aux conservatismes les plus obscurs[non neutre]. Il quitte en octobre 1994 le maquis pour en revenir à sa carrière d'artiste.

## Années post-engagement et musique
Porté par la vague naissante du grunge puis du post-grunge dans les nouvelles républiques d'Europe centrale[réf. nécessaire], Manolo Semaforo  y voit le ferment tant attendu de l'âme nationale, que l'engagement militaire n'aura su parachever[réf. nécessaire]: « ces courants musicaux foisonnants et contradictoires, en nous renvoyant à nos propres séparations et divisions immuables, avaient quelque chose de l'ordre du génie national, de cette poésie indéfinissable et enfin retrouvée ».
Dans le sillage de groupes tels que les Block Out de Belgrade, ou encore les Bjesovi de Gornji Milanovac, Manolo Semaforo fait ainsi ses premiers pas sur la scène rock des années 1990. Il y acquerra une réputation d'ovni musical, alternant notamment ses apparitions entre la scène alternative des Laboratorija Zvuka et le folklore tzigane, folk-rock-électro-grunge, des Kosovar de Jericho.

## 2016, retour aux sources musicales
Après plusieurs années très discrètes, Manolo Semaforo reparait en Septembre 2016 au premier plan de la scène pop balkanique à l'occasion de la sortie d'un nouveau titre Moy Brat (Mon frère), dans la droite lignée de ses toutes premières reprises de Kurt Cobain.